# Блинтовое тиснение
Блинтовое тиснение (нем. blind — слепой) — плоское бескрасочное тиснение надписей или украшений на книжных переплетах, производимое горячим прессом.
При блинтовом тиснении плоский штамп («клише») оставляет на поверхности книжного переплета плоское углубление, сглаживающее фактуру ткани или бумаги.

## Область применения
Применяют как самостоятельный приём оформления книжных переплетов и как подготовку их поверхности для печатания краской или фольгой. При печати фольгой или краской блинтовое тиснение делает надпись более устойчивой к истиранию и повреждениям, так как уровень тисненого изображения находится ниже уровня материала.
Блинтовое тиснение наряду с другими видами тиснения используется при изготовлении папок, обложек, дипломов. Широкое применение находит в производстве рекламной продукции, для так называемой персонализации папок, ежедневников, планнингов, сувенирной продукции, производимой, в основном, из натуральной, рециклированной, искусственной кожи.